# Anja Kling
Anja Kling (ur. 22 marca 1970 w Poczdamie) – niemiecka aktorka. Laureatka specjalnej nagrody Bambi za występ w komedii fantastycznonaukowej Gwiezdne jaja: Część I – Zemsta świrów (2004).

## Filmografia

### Filmy
- 1988: Ciałem i duszą (Mit Leib und Seele) jako Melanies Freundin
- 1989: Zielony ślub (Grüne Hochzeit) jako Susanne
- 1990: Über die Grenzen jako kelnerka / dziewczyna w kawiarni
- 1995: Die Sturzflieger jako Angie
- 1996: Z piekła do piekła (Von Hölle zu Hölle) jako Helena Golde
- 2000: Wracać do pracy! (Zurück auf Los!) jako kobieta 1
- 2001: Quatermain – Skarb królów (Quatermain – Der Schatz der Könige) jako Hope Gruner
- 2003: Latająca klasa (Das fliegende Klassenzimmer) jako Kathrin
- 2004: Gwiezdne jaja: Część I – Zemsta świrów ((T)Raumschiff Surprise – Periode 1) jako królowa Migdala
- 2005: Ucieczka renifera (Es ist ein Elch entsprungen) jako Kirsten Wagner
- 2006: Samotnie wobec strachu (Allein gegen die Angst) jako Marlene Wiesner
- 2006: Gdzie jest Fred? (Wo ist Fred?) jako Mara Grundmann
- 2007: Mania czy Ania (Das Doppelte Lottchen) jako Irena Gerlach (głos)
- 2008: Szalony z miłości (Verrückt nach Emma) jako Emma Schulze
- 2009: Męska sprawa (Männersache) jako Susi
- 2009: Wizyta mamy (Mama kommt!, TV) jako Christiane Fischer
- 2009: Czarodziejka Lili: Smok i magiczna księga jako Mama
- 2010: Hanni i Nanni (Hanni & Nanni) jako Jule Sullivan
- 2011: Czarodziejka Lilly: Przygoda w krainie Mandolan (Hexe Lilli – Die Reise nach Mandolan) jako Mama
- 2012: Piątka przyjaciół (Fünf Freunde) jako Fanny Kirrin
- 2012: Hanni i Nanni 2 (Hanni & Nanni 2) jako Jule Sullivan
- 2012: Jaś i Małgosia (Hänsel und Gretel, TV) jako czarownica / leśna wróżka
- 2015: Ratunku, zmniejszyłem nauczycielkę (Hilfe, ich hab meine Lehrerin geschrumpft) jako dyrektor dr Adelheid Schmitt-Gössenwein
- 2016: Nasz czas jest teraz (Unsere Zeit ist jetzt) jako Vanessa (30 lat później)
- 2017: Czarodziejka Lili ratuje Święta (Hexe Lilli rettet Weihnachten) jako Mama
- 2018: Ratunku, zmniejszyłem rodziców (Hilfe, ich hab meine Eltern geschrumpft) jako dyrektor dr Adelheid Schmitt-Gössenwein
- 2021: Ratunku, zmniejszyłem przyjaciół (Hilfe, ich hab meine Freunde geschrumpft) jako dyrektor dr Adelheid Schmitt-Gössenwein
- 2025: Wunderschöner jako Regine

### Seriale
- 1988: Telefon 110 jako dziewczyna
- 1990: Telefon 110 jako Heike Krüger / Anna
- 1991: Telefon 110 jako Sabine Richter
- 1993: Derrick jako Monika Wagner
- 1993: Nasz nauczyciel doktor Specht (Unser Lehrer Doktor Specht') jako sekretarka Sauter
- 1996: Derrick jako Gabriele Dressler
- 1997–1998: Ośmiornica jako Barbara Greenberg Altamura
- 2000: Tatort: Direkt ins Herz jako Franka Hecker
- 2007: Tatort: Schleichendes Gift jako Julia Jansen
- 2017: Tatort: Dunkle Zeit jako Nina Schramm
- 2021: Pałac (Der Palast) jako Rosa Steffen
- 2022: Szkoła nad morzem: Świeża krew (Schule am Meer – Frischer Wind) jako Katharina Hendriks